# پطروس قاپانتسی
پطروس قاپانتسی (ارمنی: Պետրոս Ղափանցի؛ انگلیسی: Petros Łapantsi   درگذشته ۲۰ مارس ۱۷۸۴) نویسنده، آهنگساز، کشیش اهل ارمنستان بود. 

## زندگی‌نامه
وی در ۲۰ مارس ۱۷۸۴ در سن سالگی در نیکومدیا درگذشت.